# Erzsébet Kocsis
Erzsébet Kocsis (Gyor, 11 de marzo de 1965)  es una ex jugadora de balonmano húngara y actual directora técnica de Dunaújvárosi NKS. 
Fue elegida Jugadora Mundial del Año de la IHF en 1995 por la Federación Internacional de Balonmano.

## Trayectoria
Internacional con la selección nacional húngara entre 1986 y 1996, con la que jugó en 125 ocasiones fue medalla de bronce en los Juegos Olímpicos de Verano de 1996 y subcampeona del mundo en el Mundial de 1995 .
A nivel de clubes, ganó los tres principales títulos continentales con el Dunaújváros: En 1995 levantó la Recopa de Europa, cuatro años más tarde la Copa EHF (actual Liga Europea de la EHF) y, en 1999, por fin se hizo con la Liga de Campeones de la EHF. 
Abandonó el balonmano profesional en el año 2000 pero, debido a los problemas económicos de su ex equipo, volvió a las canchas en 2009 para ayudar a que el Dunaújváros evitara el descenso.

## Logros y trofeos

### Con la selección
- 1 x Medalla de bronce en los Juegos Olímpicos (1996)
- 1 x Medalla de plata en el Campeonato Mundial (1995)

### Club
- 2 x Nemzeti Bajnokság I  :(1998, 1999)
- 2 x Copa Magyar (1998, 1999)
- 1 x Liga de Campeones de la EHF (1999)
- 1 x Copa EHF (1998)
- 1 x Recopa de Europa(1995)
- 1 x Supercopa de Europa (1999)

### Premios y reconocimientos individuales
- Máxima goleadora de la liga húngara (1993)
- Balonmanista húngaro del año: 1992, 1994
- Jugadora Mundial del Año de la IHF: 1995

## Vida
Casada con Árpád Sári, exjugador de balonmano. Su hija, Barbara Sári, también es jugadora profesional de balonmano.